# Kavakköy, Pınarbaşı
Kavakköy là một xã thuộc huyện Pınarbaşı, tỉnh Kayseri, Thổ Nhĩ Kỳ. Dân số thời điểm năm 2008 là 157 người.